# Гундарцев Володимир Ілліч
Гу́ндарцев Володи́мир Іллі́ч (13 грудня 1944, Сатка, Челябінська область, СРСР — 25 листопада 2014, Москва, Росія) — радянський біатлоніст, олімпійський чемпіон в естафеті (1968).
Майстер спорту СРСР (1965), Майстер спорту міжнародного класу (1966), Заслужений майстер спорту (1968), Заслужений тренер Росії (1992), підполковник. Закінчив школу тренерів при МОГИФК (1974).
З 1964 займався біатлоном у В. М. Бутіна, Г. М. Лузіна. Виступав за «Динамо» (Москва).
В 1965 був включений в збірну СРСР (тренер А. В. Привалов).
Нагороджений медаллю «За трудову відзнаку» (1969).

## Відзнаки та нагороди
- Медаль «За трудову відзнаку» (1969)
- Заслужений майстер спорту СРСР (1969)
- Заслужений тренер Росії (1992)